# Anangpur
Anangpur es una villa histórica localizada cerca a Faridabad in Haryana, India. Anangpur forma un triángulo geográfico junto con Mehrauli y Tugluqabad. Fue de los primeros asentamientos de la Dinastía Tomara. Anangpur fue la capital del rey Tomar, Anangpal Tomar I, quien construyó el fuerte y los monumentos aquí. 

## Historia

### Dinastía Tomara (VIIIaXId.C.)
Anangpal I, primer rey de la Dinastía Tomara (c.736- 1052 d. C.), se declaró gobernante independiente y estableció la dinastía Tomar de Delhi a principios del siglo VIII. Anangpal I construyó su capital en esta valle y se expandió desde allí. Se dice que construyó numeroso palacios y templos durante su reinado, la mayoría de los cuales hoy en día están perdidos. El último rey de la dinastía fue Anangpal Tomar (Anangpal II), quien construyó la fortaleza Lal Kot de Delhi, la cual fue renovada posteriormente y es también conocida como Qila Rai Pithora. La dinastía Tomara fue destronada por los Chahamanas de Shakambhari, el último rey Chahamana o Chauhan fue Prithviraj Chauhan, Qila Rai Pithora (antes llamada Lal Kot) cambia su nombre luego de esta conquista.
La capital de los Tomar cambio pocas veces durante los 457 años que gobernaron el norte de la India. La primera capital del Imperio Tomar fue Anangpur mientras que la última fue Dhillikapuri (Delhi, Lal Kot).

### Dinastía Chauhan (SigloXIId.C.)
Luego del gobierno de los Tomars siguió el gobierno de los Chahamanas y los mlechchha Sahavadina (Shihab ad-Din).

## Sitios Paleolíticos

### Grupo de 43 sitios
El grupo de sitios paleolíticos de Anangpur (GSPA), descubiertos en 1986, is a conjunto de 43 sitios prehistóricos con pinturas de arte paleolítico en el área de la villa histórica de Anangpur, el sitio arqueológico Mangar Bani fundado en 2021 puede ser la extensión de de los sitios de Anangpur.
En el área forestal donde se encuentra Surajkund y la presa de Anagpur Dam, hay presencia de reliquias antiguas de la Edad de Piedra con presencia de microlitos de la época paleolítica. A partir de un estudio de los hallazgos prehistóricos a lo largo de las crestas del embalse de Surajkund, la presa de Anagpur y alrededor de Delhi y partes adyacentes de Haryana, se ha inferido que la zona montañosa del sur de Delhi y Haryana era ambientalmente adecuada para que el hombre prehistórico se estableciera aquí.

#### Lista de sitios
Se encontraron 43 sitios de Ankhir (una aldea a 17 km al este de Mangar Bani) de sur a norte a lo largo del eje Anangpur-Angnpur Dam-Surajkund-Tughlaqabad. Estos sitios están en el camino 'Tughlaqabad-Surajkund' y al sur del camino 'Surajkund-Faridabad', en las colinas de Anangpur y en la colina de Ankhir, y en la carretera que abraza la cresta baja desde De Faridabad (Ankhir) a Surajkund.  Estos sitios incluyen Ankhir, Anangpur, la presa de Anangpur, Shilakhari, Mangar Bani, Dhauj, Kot, Roj ka Gujjar, Nurpur, Dhumaspur, Surajkund, etc.
Uno de estos sitios está en la aldea de Kot, al noreste de Sohna y al suroeste de Dhauj, donde se han encontrado pinturas prehistóricas en piedras, y herramientas tales como cinceles. Haryana inspeccionó el sitio en 2021 y el Servicio Arqueológico de la India inspeccionó y fotografió el sitio en junio de 2023.

### Estatus de protección
En el 2021, el jefe de HAD, Ashok Khemka, informó que el Departamento Arqueológico de Haryana (HAD) envió una propuesta para notificar toda esta área como sitio arqueológico protegido al Gobierno de Haryana (GoH), y HAD está esperando la notificación en el boletín oficial de el GoH después de lo cual este sitio quedará legalmente protegido. Mientras tanto, la administración de tierras e ingresos del distrito de Faridabad estaba llevando a cabo un ejercicio de verificación del terreno confirmar datos, determinar el paisaje y confirmar el tipo y la propiedad de la tierra, que se enviará a HAD para ayudar a lograr el estado de protección y la consiguiente conservación..

### Conservación
Khemka afirmó que HAD contratará al Laboratorio Nacional de Investigación para la Conservación de Bienes Culturales (NRLC) de Lucknow, el Instituto Birbal Sahni de Paleociencias (BSIP) de Lucknow y el Laboratorio de Investigación Física (PRL) de Ahmedabad para la conservación de pinturas y arte rupestre. Khemka afirmó que toda el área será inspeccionada exhaustivamente para encontrar sitios adicionales, se mapeará toda el área de Delhi South Ridge de Aravali en Haryana entre Gurugram y Faridabad y cada sitio será etiquetado con GPS. Se llevarán a cabo excavaciones científicas a gran escala, datación científica de pinturas y sedimentos excavados.

### Otros sitios similares
Los sitios mesolíticos con herramientas, arte rupestre y pinturas son las cuevas de Anangpur y las cuevas de Mangar Bani (Gurugram) en Delhi NCR, los refugios rocosos de Bhimbetka (Bhopal) y las cuevas de Pahargarh (Morena) en Madhya Pradesh..

## Monumentos Tomara (SiglosVIIIaXI)
La dinastía Tomara gobernó desde aquí, hicieron de Anangpur su capital y construyeron varios monumentos aquí.
- Fuertes capitales / palacios en Delhi, los más antiguos primero
  - Purana Qila, primeros goibernantes Hindúes 
    - Indraprastha, antes del año 1000 a. C.
    - Edictos y adiciones por Ashoka el Grande (c. 268 to 232 a. C.) del Imperio Maurya

- - Anangpur, por Anangpal I de la dinastía Tomara  (c. 736-1152 d. C.)

- - Qila Rai Pithora,
    - Lal Kot, por la dinastía Tomara (1152-1177  d. C.) como capital
    - Qila Rai Pithora, Lal Kot expandida por Prithviraj Chauhan (también llamado Rai Pithora, c. 1177–92 BC) de la dinastía Chauhan

- - Fuerte Siri, por Alauddin Khalji (c. 1296–1316), segundo gobernante de la dinastía Khalji

- - Fuerte Tughlaqabad, por Ghiyassudin Tughluq (c. 1320-25 BC) de la dinastía Tughluq

- - Ciudadela Feroz Shah Kotla, por Feroz Shah Tughluq (c. 1351-88 BC) de la dinastía Tughluq

- - Fuerte Salimgarh, en 1546 BC por Salim Shah Suri (c. 1545-54 BC), hijo de Sher Shah Suri

- - Fuerte Rojo, construido entre 1639 y 1648 BC por el Emperador Mughal Shah Jahan cuando movió la capital de Agra a Delhi

- - Rashtrapati Bhavan, construido entre 1912 y 1929 por el raj colonial británico

### Presa Anangpur (SigloVIIIa.C.)
La presa de Anangpur es una estructura de ingeniería hidráulica india construida durante su reinado y a su alrededor también se pueden ver las ruinas de una fortificación. En esta zona se puede encontrar Surajkund, un gran tanque de mampostería que data del siglo IX y se utilizaba para recoger agua de la presa de Anangpur y sus alrededores.

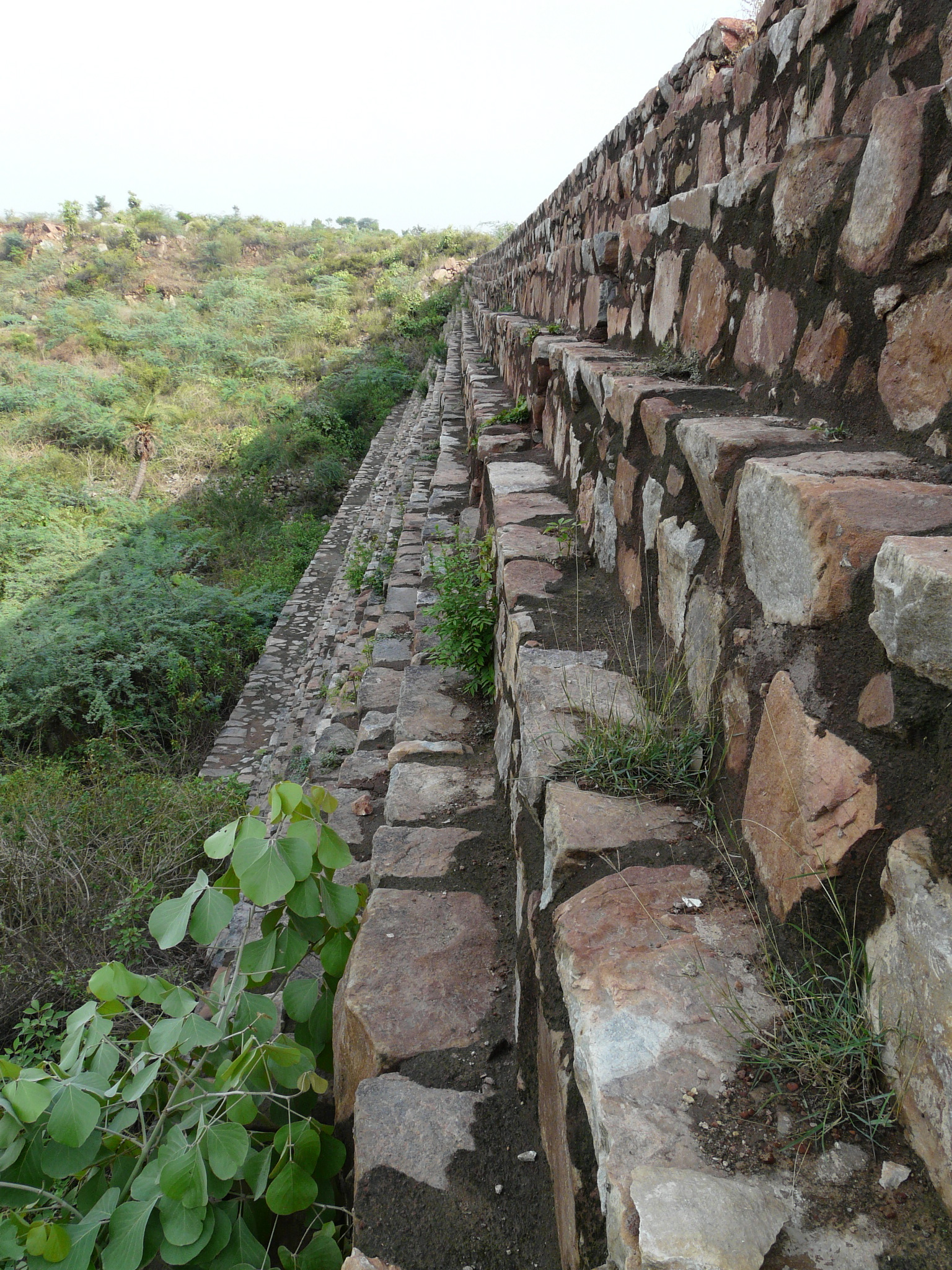
Vista aguas abajo de la presa..
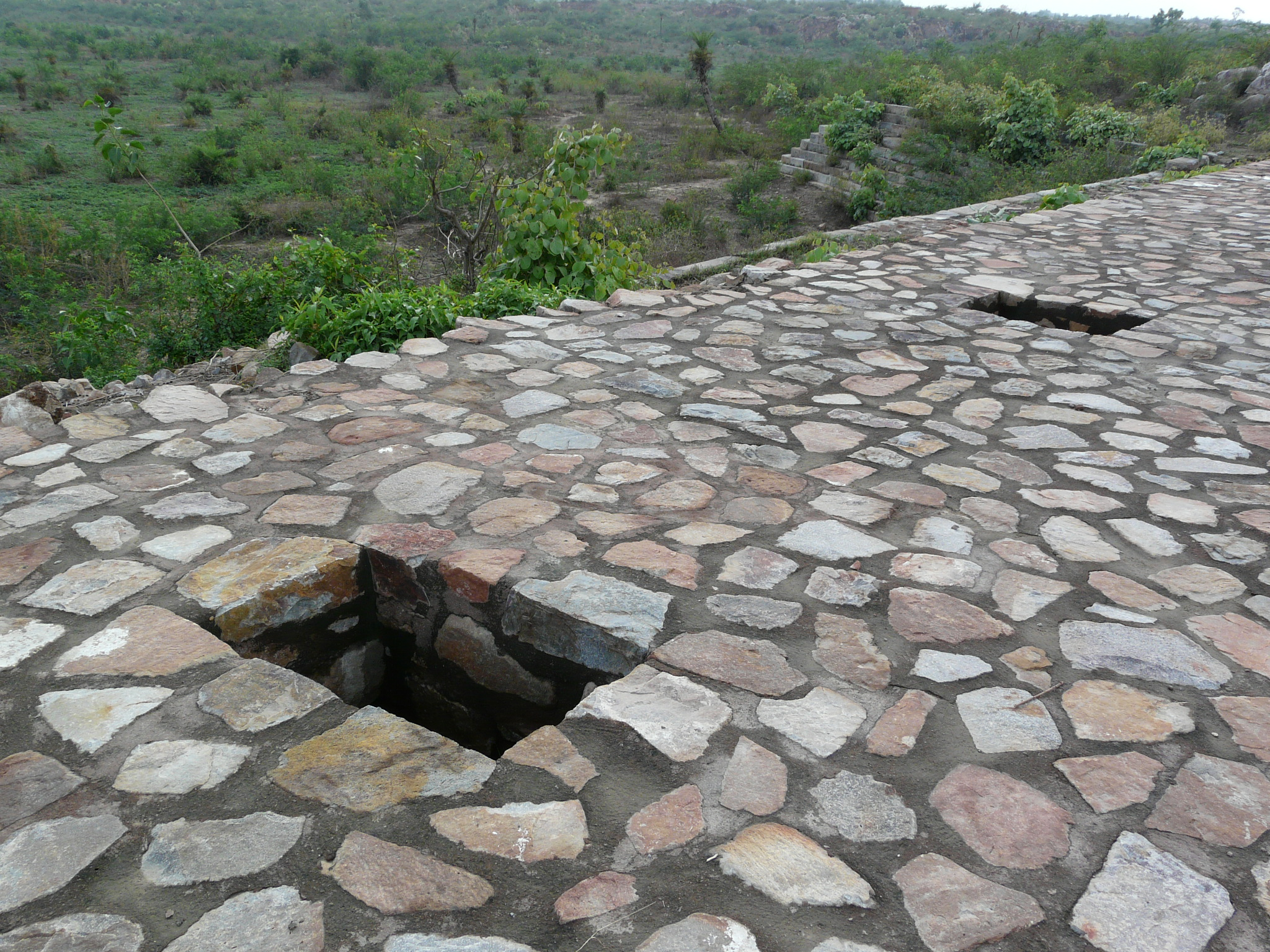
Vista superior de la presa, orificios de entrada a la presa de la galería dentro del muro de la presa.
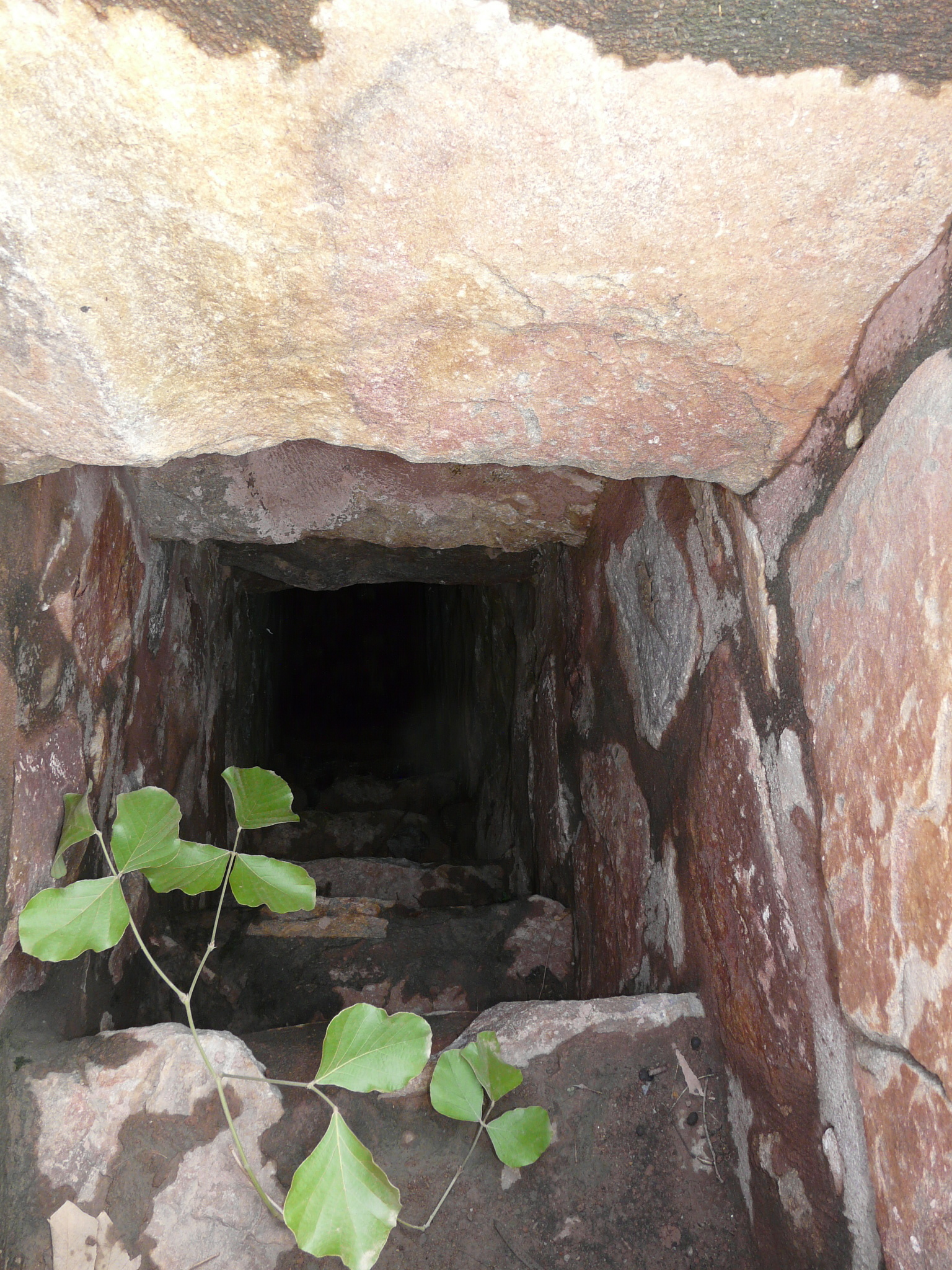
Vista superior de la presa, escalones de acceso a la galería dentro de la presa..
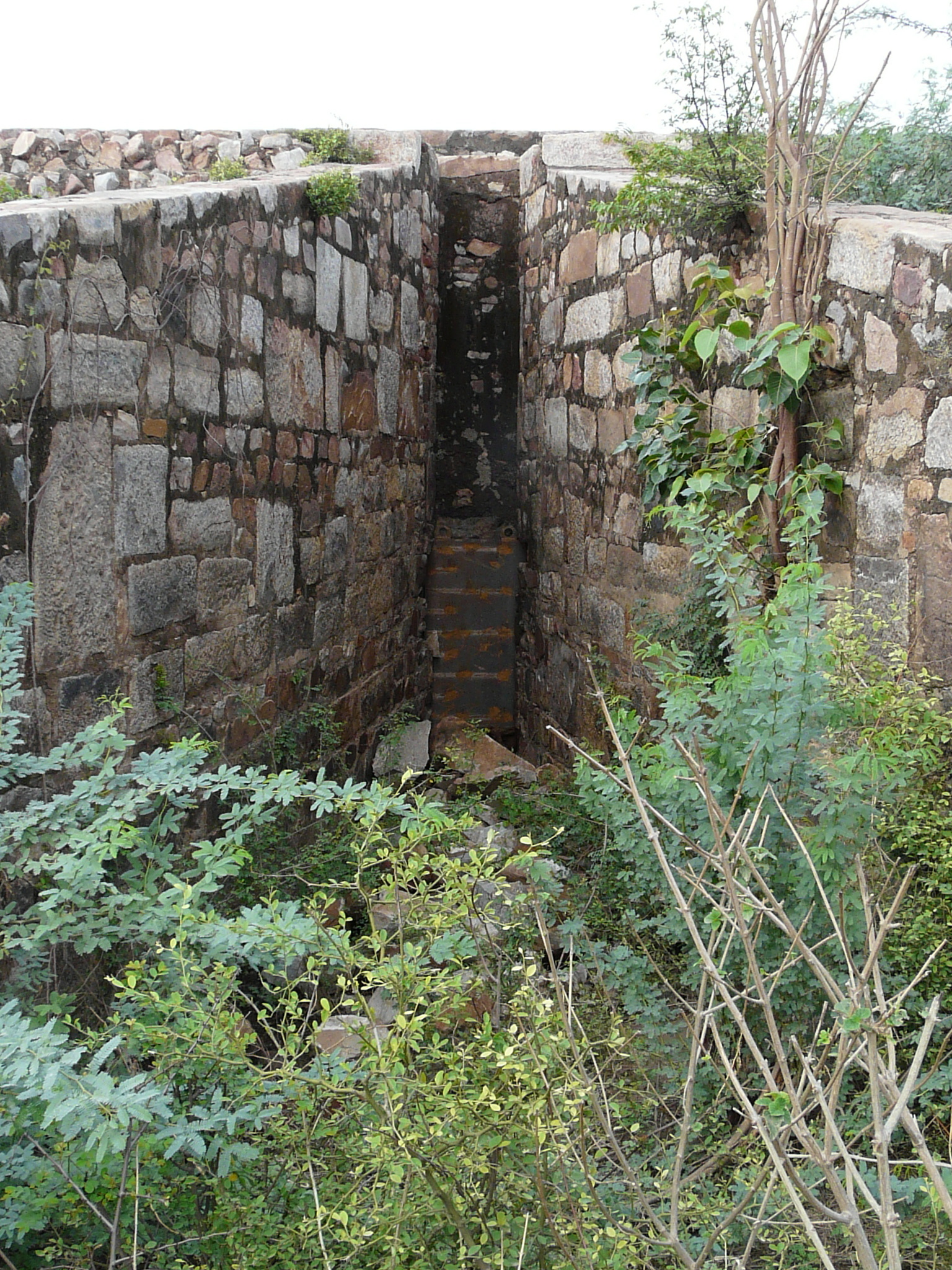
Entrada de la esclusa en la presa: en el lado aguas arriba de la presa, mirando desde aguas arriba hacia aguas abajo.
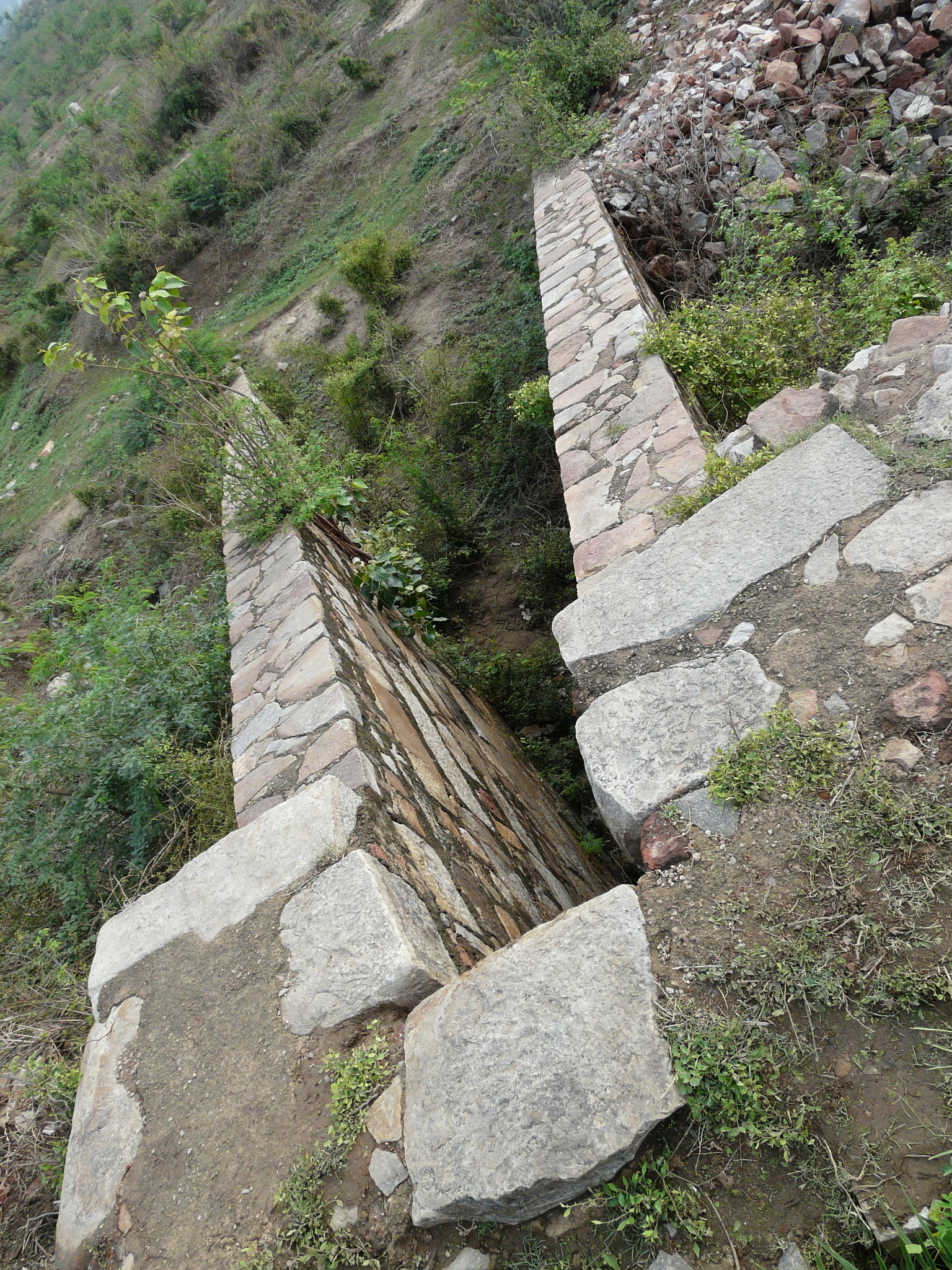
Salida de la esclusa de la presa: en el lado aguas arriba de la presa mientras se mira desde el lado aguas abajo hacia aguas arriba.

### Surajkund
Surajkund, un embalse del siglo X en la cresta sur de Delhi de la cordillera Aravalli en Faridabad, fue construido por el rey Surajpal de la dinastía Tomara en el siglo X. Surajpal Tomar, un hijo menor de Anangpal Tomar, el gobernante de Delhi, era un adorador del sol y, por lo tanto, había construido un templo del sol en su orilla occidental.
Surajkund es conocida por su feria anual, la edición de 2015 de esta feria fue visitada por 1,2 millones de visitantes, incluidos 160.000 extranjeros y participaron más de 20 países.

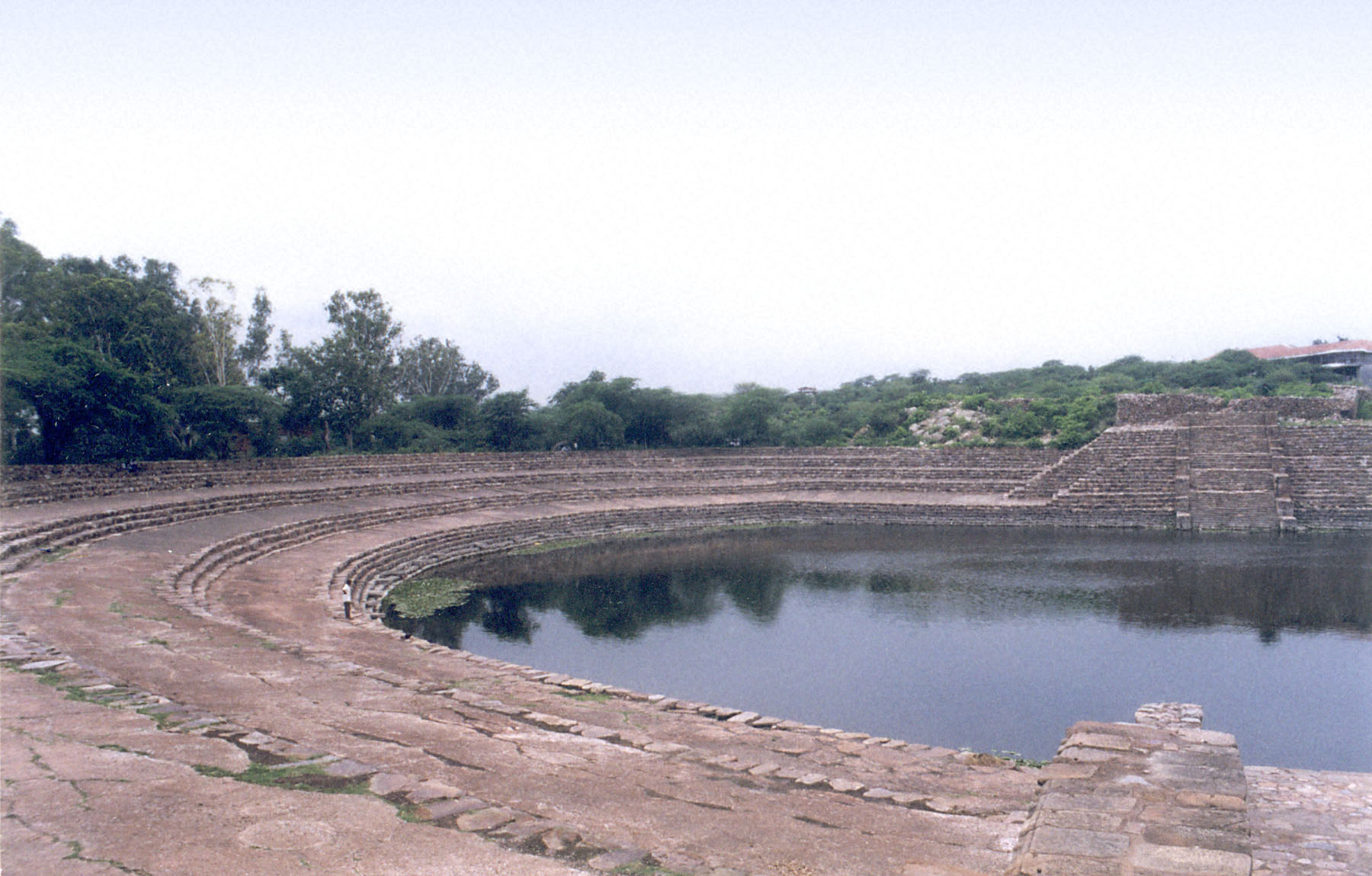
Panorama Suraj Kund.
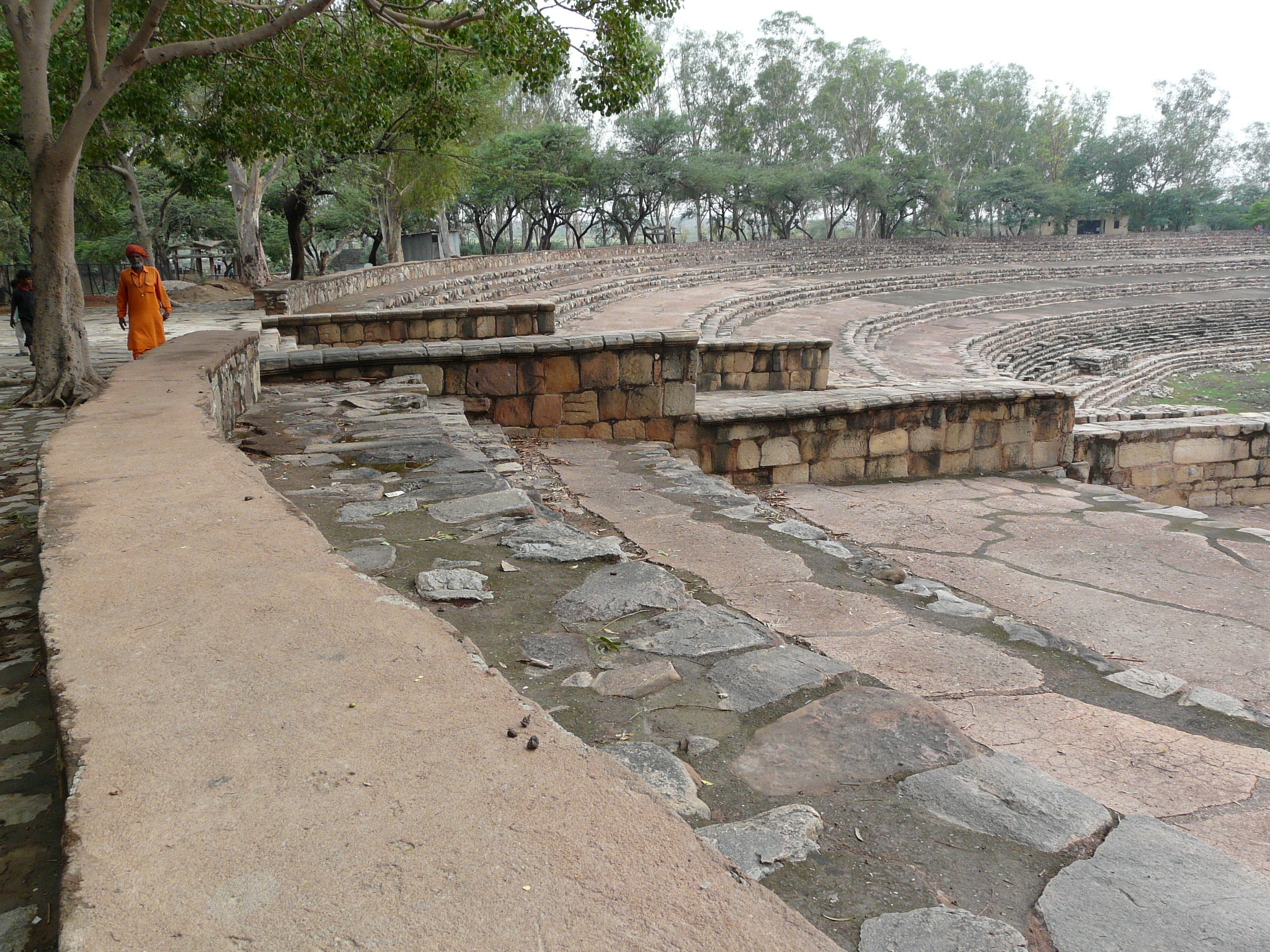
Vista de Suraj Kund.
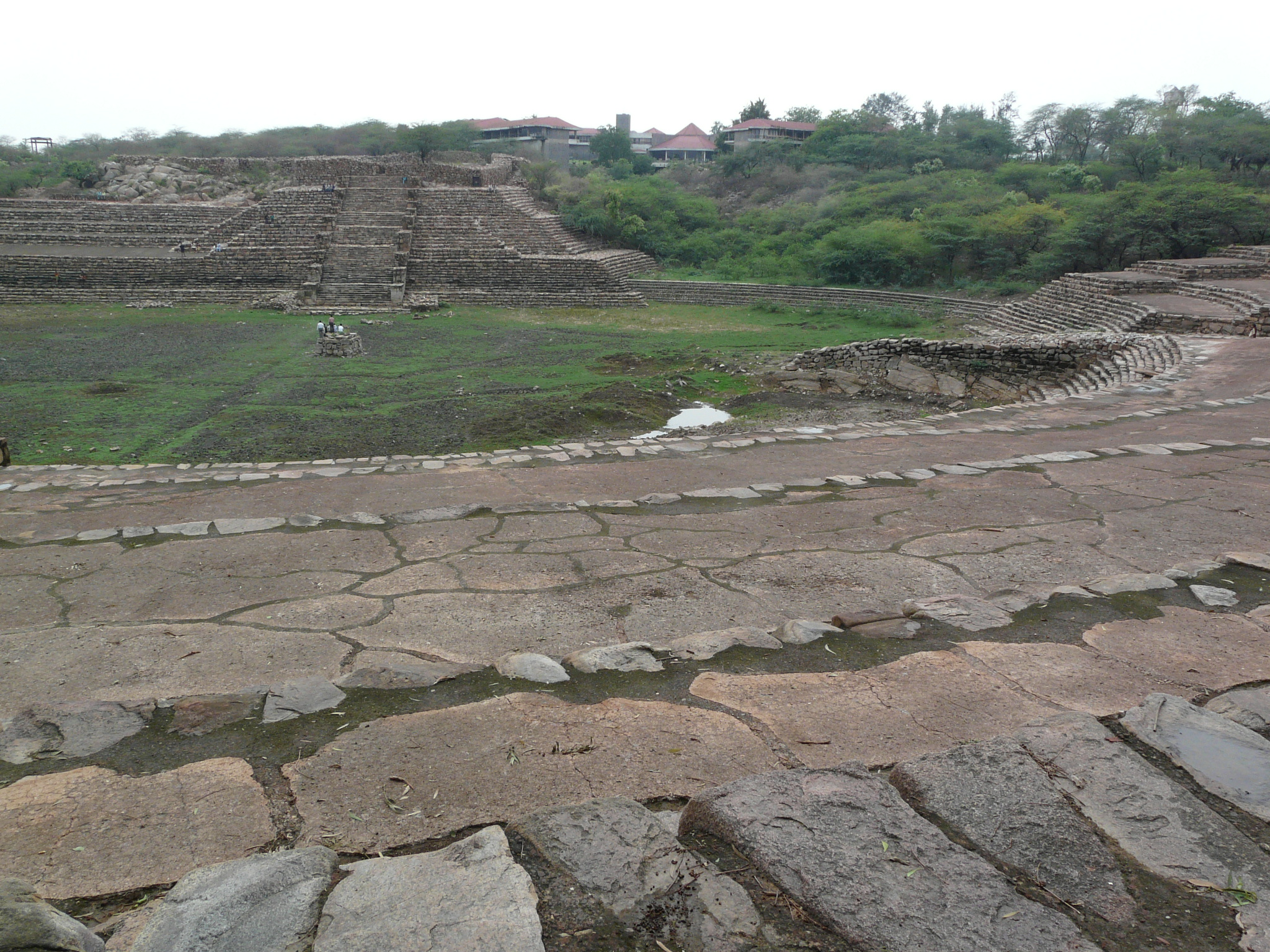
Otra vista de Suraj Kund.
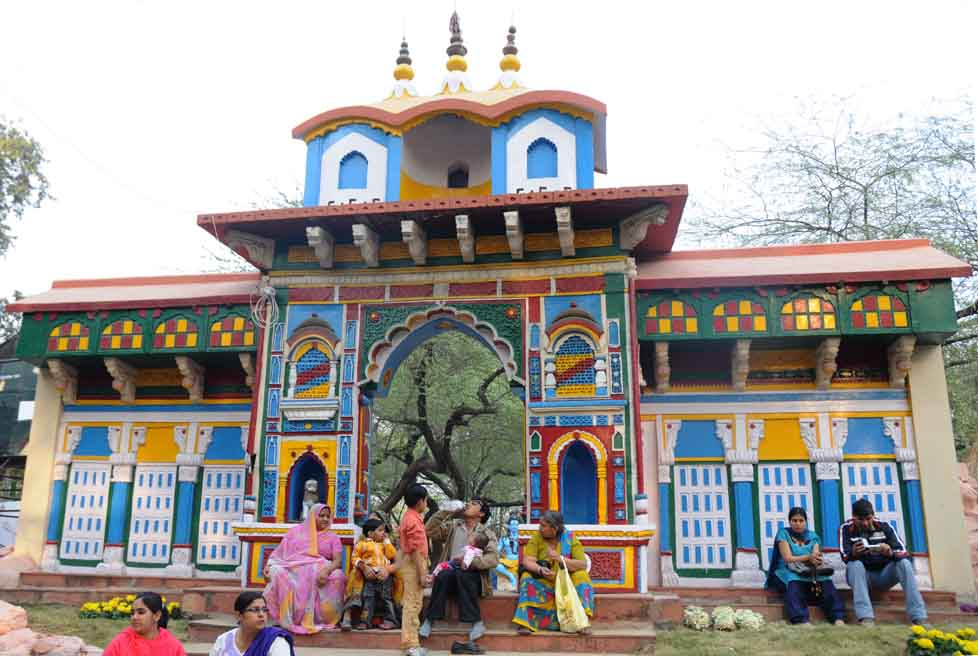
Feria Internacional de Surajkund.
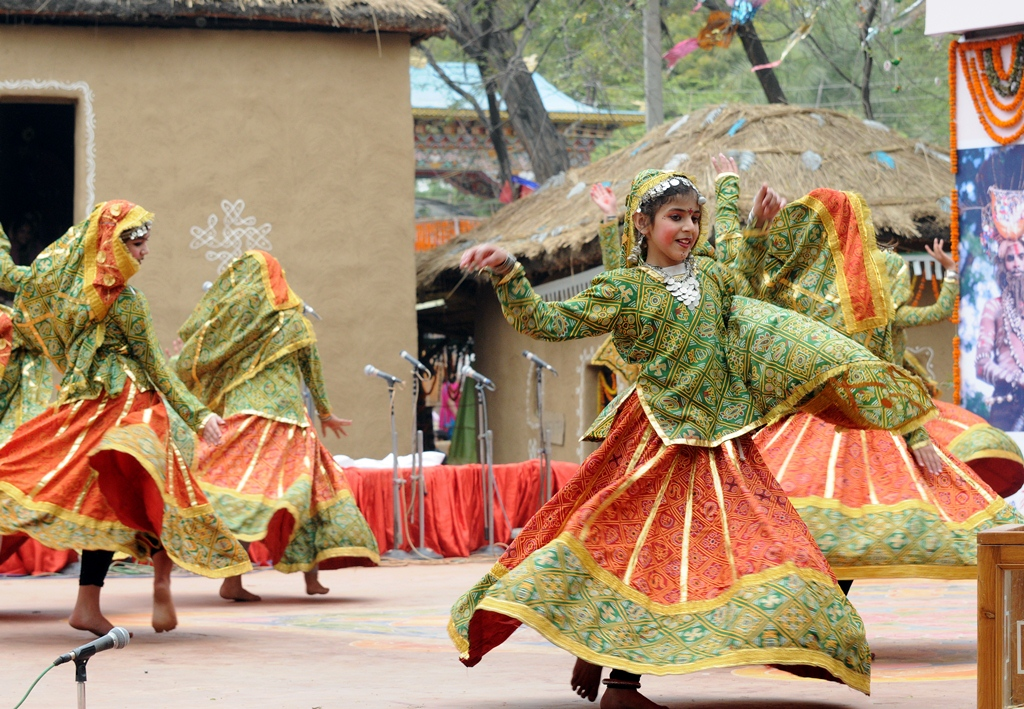
Danza folclórica Rakasthani en la Feria Internacional de  Surajkund.

## Villa Anangpur a principios delsigloXXI

### Administración y demografía
El actual Anangpur (Código Postal 121003) tiene una población de alrededor de 11000 personas, en un área de 3.55 kilómetros cuadrados, y una densidad de población 3332 personas por Kilómetro cuadrado. La población consiste principalmente de la Communidad Gurjar. 

### Hari Parbat Mandir
Anangpur tiene una réplica del templo de Mata Sharika Chakreshwar Hari Parbat Srinagar. Hari Parbat Mandir Anangpur está situado en uno de los montículos contiguos al pueblo de Anangpur. El templo fue construido con el aporte de Padma Shri Jagan Nath Kaul, quién fue el presidente de Kashmiri Sewak Samaj, Faridabad y All India Kashmiri Samaj.El templo 'Hari Parbat' de Anangpur es un lugar donde los 'Kashmiri Pandits' en Delhi y sus alrededores celebran su festival 'Nav Reh'.

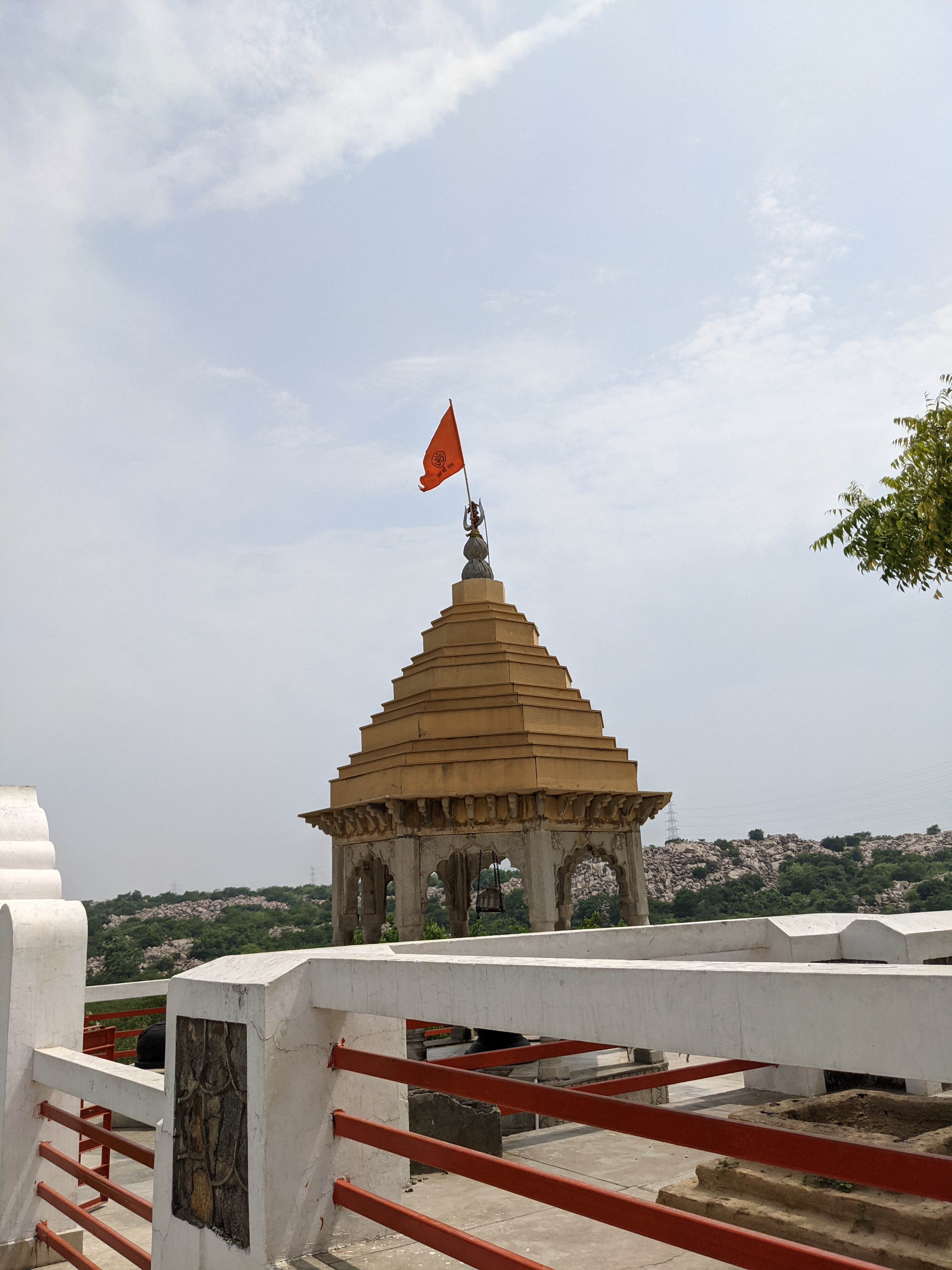
Templo Sharika Devi, Hari Parbat Anangpur.
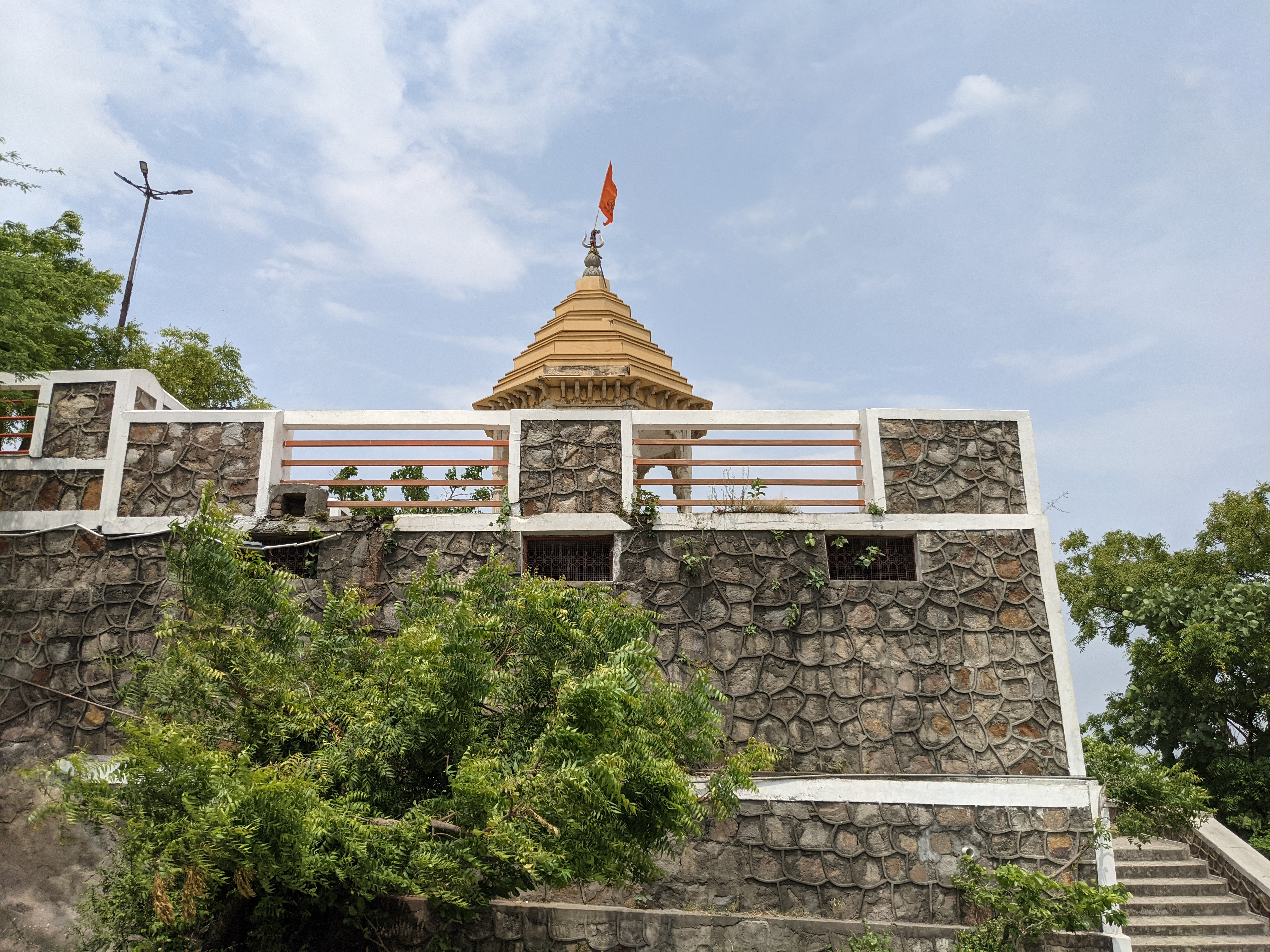
Hari Parbat Anangpur Faridabad.
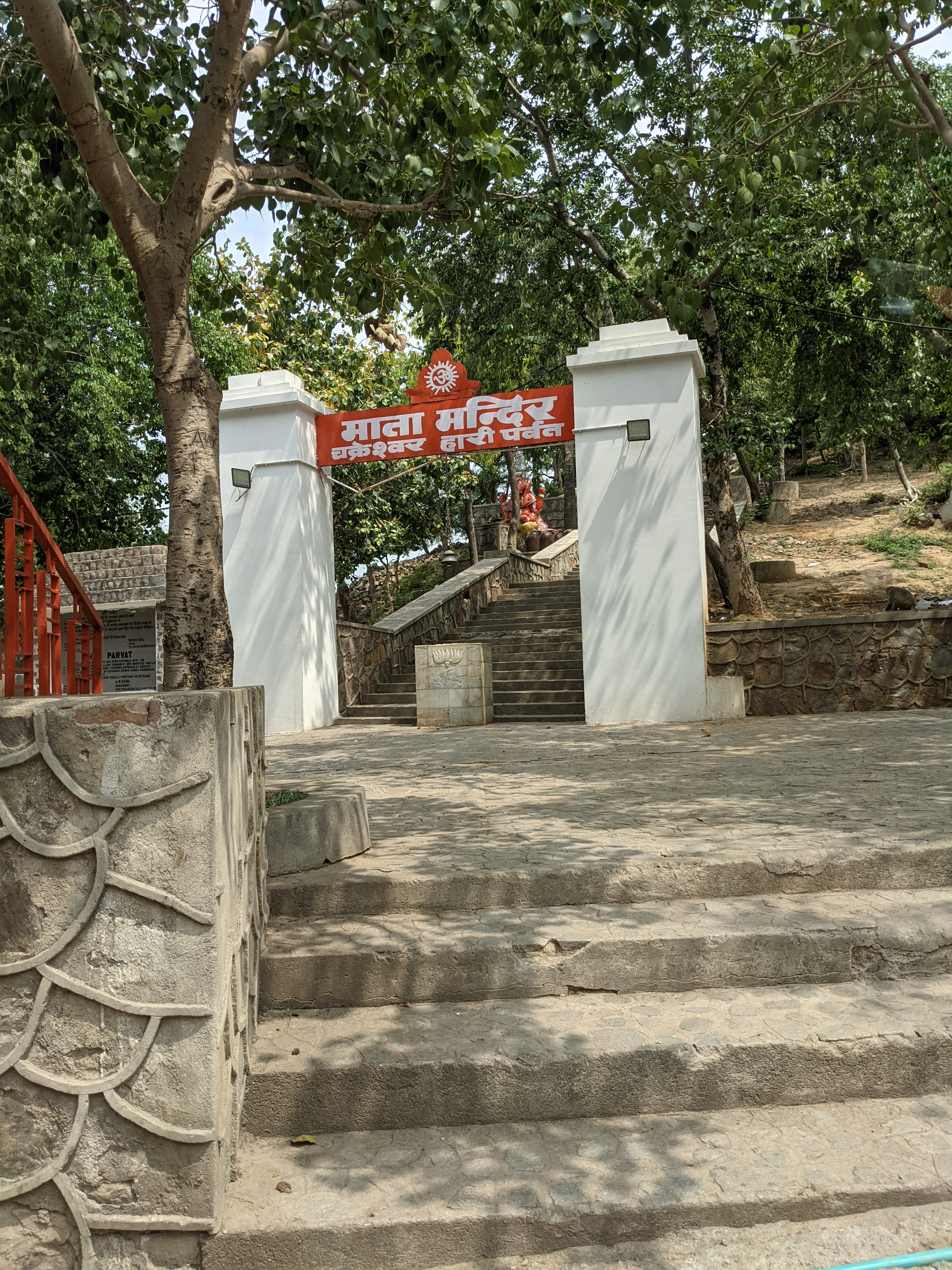
Templo Mata Hari Parbat Anangpur Faridabad.
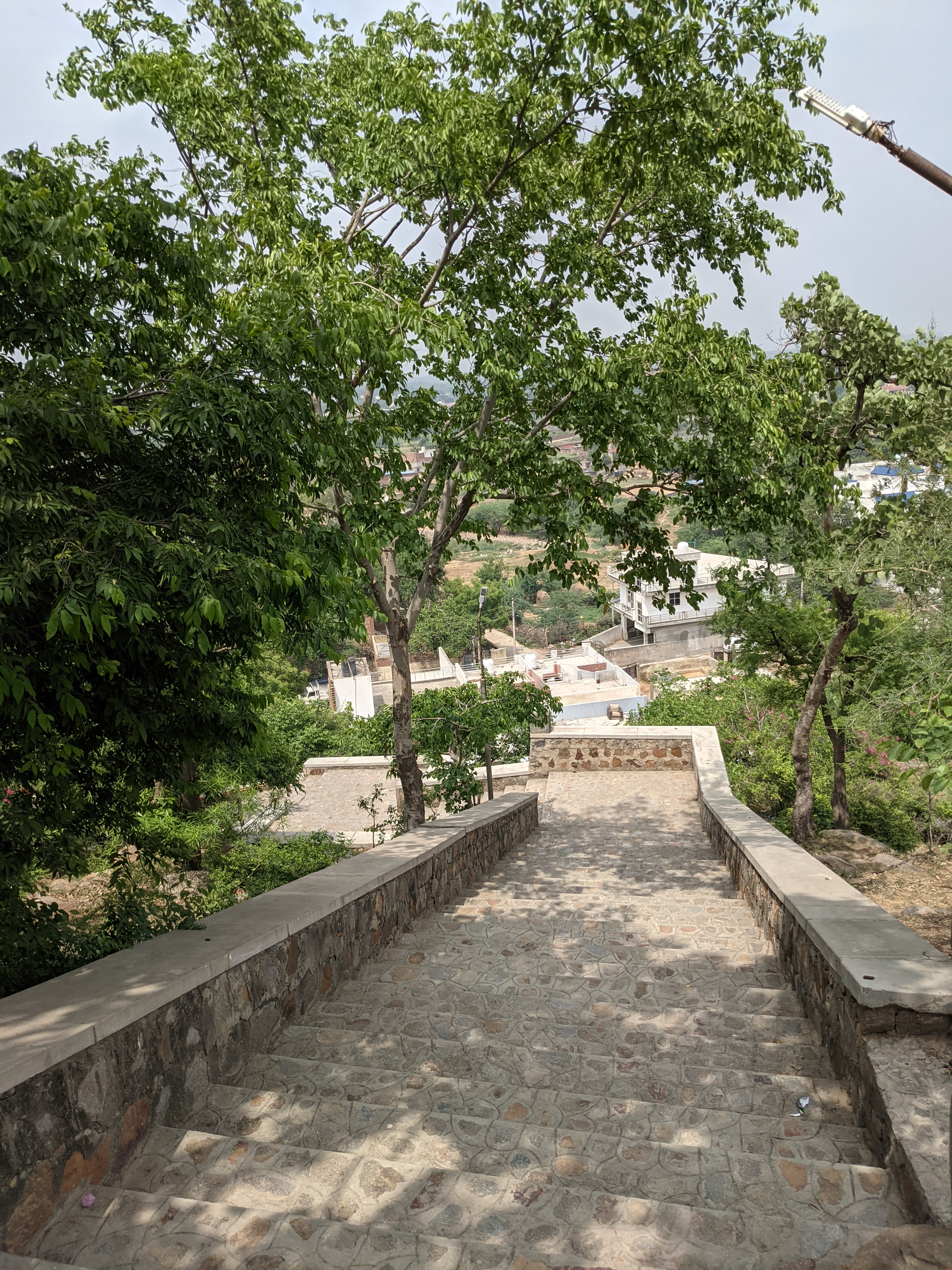
El camino a Hari Parbat Anangpur